# Applied Behavior Analysis
Applied Behavior Analysis (ABA) bzw. angewandte Verhaltensanalyse ist eine Psychotherapieform unter anderem für Autismus, die auf einem behavioristisch geprägten verhaltensanalytischen Ansatz basiert. Sie wird sowohl von vielen Betroffenen als auch von Teilen der Wissenschaft stark kritisiert.
Sie wird vorzugsweise zu einem möglichst frühen Zeitpunkt bei autistischen Kindern eingesetzt, kann aber auch noch bei erwachsenen Personen zur Anwendung kommen. ABA ist auf den Prozess einer Verhaltenskonditionierung im Sinne der Entwicklung von adaptivem Verhalten sowie der Erzwingung gesellschaftlich erwünschter Verhaltensweisen ausgerichtet.
Die wörtliche Übersetzung „Angewandte Verhaltensanalyse“ bezeichnet meist einen wesentlich weiter gefassten Begriff einer wissenschaftlichen Auseinandersetzung mit der Änderung von Verhalten bei Menschen und Tieren.

## Lovaas / ABA
Die Grundlagen und Prinzipien der ABA-Methode wurden durch B. F. Skinner und andere Verhaltenswissenschaftler gelegt. Ivar Lovaas war jedoch einer der ersten, der diese Prinzipien bei autistischen Kindern angewandt hat und den Prozess begann, die Wirksamkeit wissenschaftlich zu belegen. Während seiner Arbeit in den frühen 1960er Jahren am neuropsychiatrischen Institut der Universität von Kalifornien in Los Angeles (UCLA) entdeckte er, dass seine Patienten (autistische Kinder) von einer intensiven Verhaltenstherapie profitieren konnten. Diese Form der verhaltensanalytischen Behandlung von frühkindlichem Autismus wird daher auch als das „UCLA-Modell“ bezeichnet.
Eine wichtige Erkenntnis von Lovaas ist, dass Kinder ohne Behinderung ständig einer natürlichen Lernsituation ausgesetzt sind. Er versuchte seine Behandlung darauf auszurichten, ein das Lernen förderndes Umfeld zu schaffen. Grundlegend ist sein Buch Teaching Developmentally Disabled Children: The Me Book von 1981 bzw. die Veröffentlichung seiner Ergebnisse zur Wirksamkeit des von ihm entwickelten Verfahrens von 1987.

## Verbal Behavior
In den 1980er Jahren entwickelten u. a. Jack Michael, Mark Sundberg und James Partington ein Konzept für die Unterrichtung grundlegender sprachlicher Fähigkeiten auf der Grundlage von B. F. Skinners Theorie des sprachlichen Verhaltens (Verbal Behavior, VB).
Es gelang ihnen, die Effektivität der Methoden der angewandten Verhaltensanalyse (ABA) wesentlich zu steigern, die heutzutage häufig ABA mit Verbal Behavior (ABA/VB) genannt werden. Was ursprünglich als „Lovaas-Therapie“ bekannt war, wurde mittlerweile durch modernes ABA ersetzt, inklusive Formen von ABA/VB.
Häufig wird der Begriff „Lovaas“ mit „klassischer“ ABA-Therapie verwechselt, und „ABA“ oder „VB“ wird ABA/VB-Therapie bezeichnet. Stattdessen kann man ABA als Überbegriff ansehen. Die sogenannte Lovaas-Methode, auch als Discrete Trial Training (DTT) bekannt, ist dann entsprechend eine der vielen Methoden, die auf ABA basiert sind, wie zum Beispiel auch VB.

## ABLLS
Mark Sundberg und James Partington veröffentlichten 1998 das Buch Assessment of Basic Language and Learning Skills (The ABLLS). Das so genannte ABLLS-Verfahren (engl. wie ables ausgesprochen, von to be able to – fähig sein, also ABLLS = Fähigkeiten) wird zur Messung der verschiedenen Lern- und Sprachfähigkeiten des Patienten verwendet. Dabei wird pro Fähigkeit eine Einstufung mittels Tests, Beobachtung oder Befragung von Bezugspersonen vorgenommen. Auf der Protokollierung und Auswertung des ABLLS-Verfahrens soll der jeweilige Therapieplan aufbauen, der im Rahmen der Supervision kontrolliert, angepasst und weiterentwickelt werden soll.

## Verfahrensweisen
Die Verfahrensweisen von ABA basieren im Wesentlichen auf Methoden des operanten Konditionierens. Lernversuche und -erfolge sowie erwünschtes Verhalten werden möglichst direkt verstärkt, wobei primäre Verstärker (z. B. Nahrungsmittel) und sekundäre Verstärker (z. B. Spielzeug oder Lob) eingesetzt werden, um erwünschtes Verhalten zu belohnen. Vor allem soll so eine Motivation zum Lernen erreicht werden. Als ein Hauptproblem beim Autismus wird die häufig gering ausgeprägte Neigung zum Imitationsverhalten gesehen. Die mit Hilfe von ABA entwickelte generalisierte Neigung zur Imitation des Verhaltens anderer stellt eine wichtige Grundlage für das weitere Lernen dar.
In der Praxis werden die Methoden der ABA oft durch Elemente anderer gängiger Verfahren wie TEACCH und PECS angereichert, wobei PECS nur als kommunikativer Einstieg gesehen wird, der durch gesprochene Sprache oder Gebärdensprache abgelöst werden solle.

## ABA in Deutschland
Lange Zeit wurde ABA/VB in Deutschland wenig praktiziert.
Seit der Hinwendung der modernen Psychologie zum Kognitivismus und Konstruktivismus sowie der Kritik von Verbal Behavior durch Chomsky galten behavioristische Theorien als diskreditiert, da man den behavioristischen Ansatz als nicht übertragbar auf komplexes menschliches Verhalten betrachtete. Dass der unter Psychologen und Psychotherapeuten oft negativ besetzte Begriff des „Verbal Behavior“ in der modernen ABA-Therapie in einem Atemzug mit ABA, teilweise sogar als Synonym für die modernen Varianten der ABA genannt wird, dürfte die anfänglichen Vorbehalte eher begünstigt haben. Inzwischen änderten einige Therapeuten diese Meinung und erkennen ABA als theoretische Basis für eine Autismus-Therapie an.
Beachtung fand ABA, als die Aktion Mensch ab 2014 ein auf drei Jahre angelegtes Pilotprojekt beim Institut für Autismusforschung förderte. Diese Finanzierung wurde nach Kritik aus der autistischen Community nicht mehr verlängert und ab 2016 weitere Projekte, die ABA enthalten, von Förderung ausgeschlossen.
In Deutschland ist der Begriff ABA ebenso wie die Berufsbezeichnung Autismustherapeut gesetzlich nicht geschützt. Dies führt laut einer Studie aus der Universität Dortmund häufig dazu, dass Wissenschaft, (therapeutische) Praxis und Personen, welche selbst Therapieerfahrung gemacht haben, nicht über das gleiche Phänomen sprechen, wenn von ABA die Sprache ist.

## Frühere Untersuchungen zur Wirksamkeit der Methode
ABA bzw. ABA/VB war noch 2009 laut einer Publikation des Deutschen Instituts für Medizinische Dokumentation und Information die am besten untersuchte und womöglich auch wirksamste Methode zur Behandlung des frühkindlichen Autismus. Zwischen 1985 und 2006 erschienen über 500 empirische Artikel in wissenschaftlichen Fachzeitschriften über ABA. Gewisse Studien zeigten, dass durch ABA/VB die Hälfte aller behandelten Kinder ein alterstypisches Funktionsniveau in Bezug auf Intelligenz, Sozialverhalten und Emotionalität erreichen könne. Viele ABA-Studien wurden jedoch dahingehend kritisiert, dass es keine Kontrollgruppen gab bzw. Teilnehmer nicht zufällig in die ABA-Gruppe und die Kontrollgruppe verteilt wurden.

## Kritik
Von verschiedener Seite wird Kritik an ABA geäußert, unter anderem vom autistischen Selbstvertretungsverein Aspies e. V. Eine Studie mit Selbstaussagen von 460 Befragten aus dem Jahr 2018 kam zu dem Ergebnis, ABA berge das Risiko, eine Symptomatik wie bei einer Posttraumatischen Belastungsstörung (PTBS) auszulösen. Eine andere Studie von McGill und Robinson aus dem Jahr 2020 analysierte Berichte autistischer Erwachsener, bei denen als Kind ABA angewendet wurde. Die zehn Befragten berichteten hier unter anderem Folgendes:
- Zwangsfixierung
- Bestrafung durch eine immer wieder erneute Wiederholung von Aufgaben
- Versuch, Stimming (welches Autistinnen und Autisten zur Selbstberuhigung dient) zu verbieten
- Mehrere Teilnehmende erwähnten, sie hätten sich stellenweise mehr wie ein Tier behandelt gefühlt.
- Die Mehrheit habe sich missverstanden gefühlt: So berichtet etwa eine teilnehmende Person, dass ihr angedichtet wurde, dass ihre Gefühlsäußerung nur gespielt sei, weil sie faul und unwillens zur Therapie sei.
- Eine Mehrzahl berichtet, im Laufe der Therapie an Selbstwahrnehmung eingebüßt und Selbstablehnung oder sogar Selbsthass gelernt zu haben.
- Eine der befragten Personen gibt an, dass der Fokus der Therapie auf Fügsamkeit es ihr später schwerer gemacht habe, „nein“ zu sagen zu Menschen, die ihr schadeten.
- Von Befragten wurde auch die Defizitorientiertheit und Vernachlässigung der Selbstbestimmung autistischer Menschen kritisiert.
- Zwei der zehn Befragten bewerteten ihre Erfahrungen mit ABA hingegen positiv.

Diese Ergebnisse wurden von einer größer angelegten Untersuchung, die im Jahr 2023 publiziert wurde, im Wesentlichen bestätigt. Laut Damian Milton wird bei Betroffenen und einigen Eltern durch die Leugnung des Leids von mit ABA therapierten Menschen Frust erzeugt.
Sandoval-Norton et al. kritisieren, dass fast keine Studien zur Wirksamkeit von ABA bei nicht sprechenden (und damit besonders vulnerablen) autistischen Kindern durchgeführt worden seien, obwohl diese meist über einen noch längeren Zeitraum mit ABA therapiert würden. Auch wird kritisiert, dass es kaum Studien zum langfristigen Nutzen und Schaden der Therapie sowie zum Zustand der Betroffenen gebe, obwohl viele nicht sprechende Kinder, die lange mit ABA therapiert wurden, inzwischen erwachsen seien.
Eine weitere Kritik lautet, dass dem Kind keine Möglichkeit gelassen werde, „nein“ oder „stopp“ zu sagen, sobald die Therapeutin oder der Therapeut eine Übung begonnen habe. Zudem sei problematisch, dass sich manche Kinder Pausen, Essen und Zuneigung erst mit einer richtig erledigten Aufgabe verdienen müssten. Manchmal umfasse ein Training fünf bis acht Stunden für die Kinder und dabei nur kurze Pausen.
Die durch Studien überwiegend gestützte Wirksamkeit von ABA sage zwar etwas darüber aus, dass autistische Kinder gelernt hätten, sich weniger autistisch zu verhalten – jedoch nichts darüber, ob die eingesetzten Methoden auch ethisch vertretbar seien. Misha Anouk sagt: „Die Wirkung einer psychologischen Manipulation ist empirisch messbar. Wenn nun Studien feststellen, dass Autist*innen erfolgreich konditioniert werden können, sich unauffällig zu verhalten und ihre eigentliche Persönlichkeit zu unterdrücken, ist das keine Überraschung – aber ein fragwürdiger Erfolg.“
Alicia Broderick, Anne McGuire und John Summers kritisieren zudem, dass aus ABA ein lukratives Geschäft mit Autismus entstanden sei, in dem Profitinteressen über den Bedürfnissen der autistischen Menschen stünden.
Die oben genannte Studie aus der Universität Dortmund sieht für den deutschen Bereich die Problematik nicht in den wissenschaftlich vorgegebenen Standards der ABA-Therapie, sondern in deren Vernachlässigung durch Therapeuten, die nicht systematisch ausgebildet sind und ethische Grundprinzipien missachten. Diese Praxis werde durch eine mangelnde staatliche Regulierung gefördert. Aufgrund der Kritik an der ABA wurden vom Behavior Analyst Certification Board (BACB) im Jahr 2022 ethische Richtlinien für die Durchführung von ABA vorgestellt, welche sicherstellen sollen, dass die Rechte von Autist*innen gewahrt werden und nur zu ihrem Wohl gehandelt werden soll. Allerdings zertifiziert das BACB nur in den angelsächsischen Ländern USA, UK, Kanada und Australien.